# فلسطينيو العراق
يتألف المجتمع الفلسطيني في العراق من أفراد ينحدرون في الأصل من فلسطين، وقد لجأ العديد منهم إلى العراق بعد تهجيرهم عام 1948. وقبل عام 2003، قُدر عدد الفلسطينيين المقيمين في العراق بحوالي 34,000 نسمة، يتركزون بشكل أساسي في بغداد.ومع ذلك، في أعقاب حرب العراق عام 2003، انخفض هذا العدد بصورة ملحوظة إلى ما بين 10000 إلى 13000، على الرغم من صعوبة الحصول على إحصاء دقيق. تدهور وضع الفلسطينيين في العراق بعد سقوط نظام صدام حسين، ولا سيما في أعقاب تفجير مسجد الإمام العسكري في عام 2006. ومنذ ذلك الحين، ومع تزايد انعدام الأمن في جميع أنحاء العراق، أصبحوا عرضة للاضطهاد والعنف.
بعد دخول قوات التحالف إلى العراق عام 2003، عاش عدة مئات من الفلسطينيين من العراق في مخيمات مؤقتة على الحدود منها التنف، الهول، الكرامة والرويشد ومخيم الوليد، بعد أن مُنعوا من الدخول إلى الأردن وسوريا المجاورتين. وأعيد توطين آخرين في بلدان ثالثة.

## التاريخ
يعود تاريخ ولادة الجالية الفلسطينية في العراق الحديث إلى عام 1948، عندما عاد الجيش العراقي الذي كان يقاتل في فلسطين، إلى بغداد مع مجموعة من الفلسطينيين الذين أجبروا على الفرار من منازلهم في حيفا و‌يافا. وبالإضافة إلى ذلك، جُند بعض القرويين الفلسطينيين قسراً من قبل الجيش العراقي، وسُمح بإعادة توطينهم في العراق هم وأسرهم. وتعود أصول معظمهم إلى إجزم، عين غزال، جبع، الصرفند، المزار، عارة، عرعرةالطنطورة، الطيرة، كفر لام، عتليت، أم الزينات، أم الفحم، وعين حوض. وفي أعقاب حرب 1967 مع إسرائيل، لجأت موجه ثانية كبيرة من الفلسطينيين إلى العراق. الموجه الثالثة والأخيرة حدثت في عام 1991 بعد غزو العراق للكويت، عندما فر الفلسطينيين الذين يعيشون في الكويت. على مر السنوات، كان هناك أيضًا العديد من الفلسطينيين الذين جاءوا إلى العراق بحثاً عن عمل. قبل عام 2003، كان هناك حوالي 25,000 لاجئ فلسطيني مسجل يعيشون في العراق.
في ديسمبر 2010، بقي حوالي 10 آلاف فلسطيني في العراق، معظمهم يعيشون في بغداد وحولها.

### تحت قيادة صدام حسين
العراق ليس من الدول الموقعة على اتفاقية جنيف لعام 1951 الخاصة بحماية اللاجئين. لم يمنح الفلسطينيون وضعاً رسمياً أبداً، ولكن تم اعطائهم درجة من الحماية والمساعدة من الحكومة العراقية، استشراداً ببروتوكول الدار البيضاء الذي تبنته جامعة الدول العربية في عام 1965. وخلال حكم صدام حسين، تلقى الفلسطينيين المعاملة العادلة بوجه عام. ومنحوا تصاريح الإقامة، حق الوصول الكامل إلى الخدمات الحكومية بما في ذلك الرعاية الصحية والتعليم، وسمح لهم أيضًا للعمل.

## الوضع الحالي

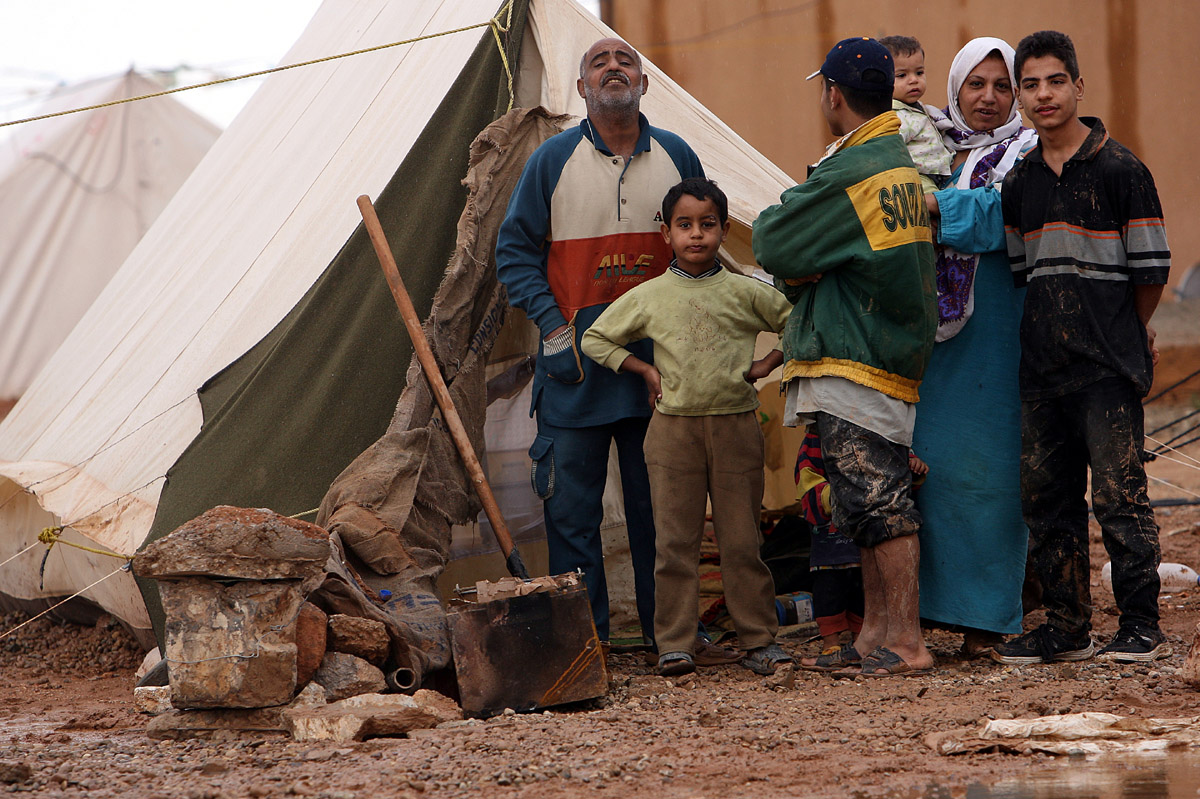
فلسطينيون في مخيم للاجئين على الحدود العراقية الأردنية.

بعد سقوط نظام صدام حسين أصبحت عملية تجديد تصاريح الإقامة الخاصة بالفلسطينيين صعبة للغاية على عكس غيرهم من اللاجئين في العراق، بينما في ظل نظام صدام حسين لم يكن هناك حاجة بأن يقوم الفلسطينيون بالحصول على تصاريح إقامة، ولكن الآن أصبح مفروضا عليهم بأن يخضعوا لاستجواب عند تجديد تصاريحهم كل شهرين، وفي حالة عدم وجود وثائق إقامة سارية المفعول فإن ذلك يعرضهم لخطر المضايقة والاعتقال عندما يطلب منهم وثائق لتعريف أنفسهم عند نقاط التفتيش، وأعربت المفوضية العليا للأمم المتحدة لشؤون اللاجئين في أكتوبر 2005 عن قلقها في بيان صادر عن وزارة الهجرة والمهجرين مما يشير إلى طرد الفلسطينيين من العراق إلى قطاع غزة، وقد أصدر آية الله العظمى علي السيستاني فتوى في أبريل 2006 تقضي بمنع أي هجمات على الفلسطينيين.

### العراق خلال حرب 2003 وبعد الحرب
لقي مالا يقل عن 150 فلسطينيا مصرعهم منذ مايو 2005 غالبيتهم قتلوا على يد ميليشيات، مما دعى العديد من الأهالي الفلسطينيين إلى التوقف عن إرسال أطفالهم إلى المدارس وتوقفوا عن البحث عن عمل بسبب المخاوف من الاختطاف أو القتل، ونتيجة لذلك فر ما يقرب من ألف فلسطيني من العراق بعد سقوط نظام صدام حسين، وتقطعت بهم السبل على الحدود بين العراق والأردن، حيث علقوا على الحدود ومنعوا من دخول الأردن، مما أدى إلى إقامة العديد من المخيامات على تلك الحدود مثل مخيم الرويشد، في أغسطس 2003 وافقت الأردن على دخول مجموعة من 386 شخصا من الأزواج. عاد الكثير من الفلسطينيين إلى بغداد، حيث أنهم أجبروا على العودة بسبب الظروف المعيشية القاسية في تلك المخيمات التي أقيمت في الصحراء، ويقدر عدد الذين بقوا في مخيم الرويشد بحوالي 148 فلسطينيا.
تحركت مجموعة صغيرة مكونة من 19 فلسطينيا إلى الحدود السورية في أكتوبر 2005، ولكنهم احتجزوا لشهر واحد قبل أن يسمح لهم بدخول سوريا.
وقد تم قصف العديد من الأحياء الفلسطينية في بغداد وتمت مهاجمتهم في كثير من الأوقات خلال حرب 2003، وبالإضافة إلى ذلك فإن العديد منهم طردوا من ديارهم، واتخذوا في البداية مأوى لهم في ملعب حيفا في بغداد.
ووفقا لمفوضية شؤون اللاجئين فقد غادر حوالي 21,000 فلسطينيا البلاد منذ عام 2003، وتبقى فقط 13,000.
في عام 2009 سمحت الولايات المتحدة لأكثر من ألف فلسطيني من فلسطينيي العراق بإعادة توطينهم داخل حدودها، وكانت هذه أكبر عملية إعادة توطين للاجئين فلسطينيين في تاريخ الولايات المتحدة، ويرى منتقدوا قرار وزارة الخارجية لإعادة توطين هذه الفئة من الفلسطينيين بأنهم كانوا متعاطفين مع نظام صدام حسين.
نشر المرصد الأورومتوسطي لحقوق الإنسان في يوليو 2012 تقريرا حول أوضاع اللاجئين الفلسطينيين في العراق في ضوء موجة العنف الأخيرة التي تصاعدت في بدايات 2012.
وقال التقرير إن عدد اللاجئين الفلسطينيين في العراق وصل في أعلى مستوياته إلى 35 ألف لاجئ، غير أن هذا الرقم تناقص بصورة كبيرة إبان الغزو الأمريكي للعراق عام 2003، ليعاود وينخفض مرة أخرى إثر موجة العنف والكراهية ضد الفلسطينيين والمدعومة من قبل قوات الأمن العراقية.
ووثق التقرير 82 حالة اعتداء تعرض لها اللاجئون في الأشهر الخمس الأولى من عام 2012، تنوعت ما بين اقتحام للبيوت (44)، والخطف والاعتقال بدون تهمة (27)، والقتل المسبوق بالتعذيب الشديد (1).
واتهم التقرير وزارة الداخلية العراقية بمفاقمة الأمور من خلال تقليصها لتصاريح الإقامة الممنوحة للاجئين من ثلاثة أشهر إلى شهر.
وقالت المديرة الإقليمية للمرصد الأورومتوسطي لحقوق الإنسان أماني السنوار أن أوضاع اللاجئين الفلسطينيين في العراق سيئة للغاية، وأرجعت سبب ذلك إلى نقص الخدمات التي تقدمها لهم وكالة غوث وتشغيل اللاجئين (الأونروا).
ويرجع تاريخ تواجد الفلسطينيين في العراق إلى 3 فترات رئيسية، حيث كانت موجة الهجرة الأولى إبان الحرب العربية الإسرائيلية عام 1948، فيما كانت الموجة الثانية نتيجة للحرب العربية الإسرائيلية عام 1967، أما الأخيرة فكانت نتيجة لحرب الخليج الثانية عام 1991.
وحسب التقرير، فإن الأونوروا لا تكترث كثيرا لحال اللاجئين الفلسطينيين في العراق، لذلك دعا التقرير الحكومة العراقية لشغل هذا الفراغ وتمكين اللاجئين الفلسطينيين من العمل، والاستفادة من الخدمات الحكومية المختلفة كالرعاية الصحية والتعليم والخدمات الأخرى.
ووجه المرصد الأورومتوسطي لحقوق الإنسان نداءا إلى كل من الأونوروا والحكومة العراقية لتحمل مسؤولياتهم تجاه اللاجئين الفلسطينيين في العراق من خلال توفير الحماية لهم، وتلبية متطلباتهم المعيشية.

## شخصيات بارزة
بعض أعلام فلسطينيو العراق:
- سما الشيبي، فنانة ومصورة.
- شريف حكمت النشاشيبي، مؤسس ورئيس مجلس مراقبة وسائل الإعلام العربية.
- ركاد سالم، سياسي.
- روحي الخماش
- جبرا إبراهيم جبرا

بقي الآن حوالي 3500 فلسطيني فقط في العراق

## وصلات خارجية
- موقع فلسطينيو العراق
- موقع بلاحدود الاخباري
- أن تكوني لاجئة فلسطينية في العراق